# Rupprecht Gerngross
Rupprecht Gerngross (Gerngroß) (21. června 1915, Šanghaj, Čína – 25. února 1996, Mnichov, Německo) byl německý právník a vůdce Freiheitsaktion Bayern (FAB), skupiny spojené s pokusem o svrhnoutí nacistů v Bavorsku roku 1945.

## Životopis
Rupprecht Gerngross se narodil v Číně, kam se jeho rodiče přistěhovali. Po první světové válce se vrátil do Německa a studoval v Mnichově.
Během druhé světové války sloužil Gerngross jako dobrovolník ve Wehrmachtu, kde se vypracoval až na důstojníka. Během jedné bitvy v Polsku se však těžce zranil. Když se zotavil, byl svědkem popravy židovských Poláků. Tato událost změnila jeho názory a z Gerngrosse udělala odbojáře.
Po svém návratu založil Gerngross odbojářskou společnost. Uvnitř této jednotky našel skupinu lidí, kteří byli nevěřili nacistickým ideálům a myšlenkám a podařilo se mu vytvořit neozbrojenou společnost. Roku 1942 tvořila tato společnost základ budoucí FAB. Toto hnutí mělo v té době asi 400 lidí. Téhož roku získal Gerngross právnický titul.
V posledních dnech války, kdy nacisté vládli v Bavorsku a nehodlali se vzdát moci, rozhodl Gerngross, že nacisté musí být zničeni silou.
Ráno 28. dubna 1945 odjel Gerngross do mnichovského rádia, a odtud povzbuzoval Němce k tomu, aby vzdorovali nacistickému režimu. Gerngross prohlásil nacisty za „zlaté bažanty“. Prý proto, že nacističtí úředníci nosili velké množství medailí. Jeho skupina FAB se pod Gerngrossovým vedením vydala k Mnichovské radnici a zabrala ji. V úřadu byl však nalezen jen říšský komisař a generál Franz von Epp.
Gerngrossův pokus zastavit další krveprolití tak skončil neúspěchem. Navíc, Paul Giesler, ministerský předseda Bavorska vyslal k úřadu německé vojáky a ozbrojené jednotky SS, aby vzpouru FAB potlačily. To se jim ale podařilo. Zatímco Gerngross unikl s několika členy FAB a zajatcem von Eppem do hor, mnoho zbylých členů FAB bylo mrtvých nebo zajatých.
Mnoho zajatců bylo v koncentračním táboře Dachau zařazeno do pochodu smrti, přičemž polovina z nich opravdu zemřela. Druhý den však bylo Dachau osvobozeno americkou armádou. Ti, kteří přežili, se vrátili ke Gerngrossovi. Ten se poté s FAB a s podporou americké armády vydal k mnichovské radnici dosáhnout úspěchu a dohnat to, co skončilo fiaskem. Druhý pokus převratu se nakonec povedl, poněvadž FAB neměla prakticky žádný odpor.
V roce 1962 se Gerngross vrátil do Číny a zabydlel se v Hongkongu. Roku 1976 se však nakonec vrátil do NSR do Mnichova, kde zůstal až do smrti.